# Dunja Grbić-Galić
Dunja Grbić-Galić (Zagreb, 21. travnja 1950. – 
Palo Alto, SAD, 20. kolovoza 1993.),
hrvatska književnica i 
mikrobiologinja.

## Životopis
Dunja je bila jedino dijete u obitelji Zvonimira Grbića i Ivke (Ivanke) Grbić, rođene Radečić. U rodnom gradu Zagrebu pohađala je 5. gimnaziju od 1964. do 1968., gdje je bila svrstana u razred za posebno nadarene đake. Potom je studirala biologiju i mikrobiologiju na zagrebačkome Prirodoslovno-matematičkom fakultetu. U studenom 1969. bila je dobitnica jedne od nagrada rektora Sveučilišta u Zagrebu za najbolje studente. Diplomirala je 1972., magistrirala 1975., te doktorirala u lipnju 1977. Nakon doktorata nastavila je svoj znanstveni rad u Botaničkom zavodu Prirodoslovno-matematičkog fakulteta. Udala se 1976. i bila majka dvoje djece, oboje rođenih u Zagrebu. U SAD je prvi put boravila u razdoblju 1980. – 1981. kao poslijedoktorski istraživač na uglednom Sveučilištu u Stanfordu. Godine 1983. trajno se preselila s obitelji u Kaliforniju. Bila je docentica na Sveučilištu u Stanfordu od 1983. do 1989., zatim je izabrana za izvanrednu profesoricu u trajnom zvanju ('tenured') u rujnu 1989., 
i tako postala prva Hrvatica koja je dobila to prestižno zvanje u Stanfordu.
Zadnje tri godine života borila se s vrlo agresivnim oblikom autoimune bolesti sklerodermije. Rat u domovini, te posebice pad i uništenje Vukovara, užasno su je potresli. Unatoč teškoj bolesti, suorganizirala je Bdjenja za mir u Hrvatskoj na stanfordskom kampusu u prosincu 1991. Umrla je u stanfordskoj bolnici u kolovozu 1993. u 43. godini života. Stanfordski ured za tisak priredio je posebno priopćenje o njezinoj smrti, a potom i opširni članak u stanfordskom tjedniku. I u hrvatskim znanstvenim krugovima obilježena je njezina smrt. U Stanfordu, u čast profesorice Grbić-Galić, posađen je ružičnjak i postavljena spomen-ploča u malom parku naslonjenom na zapadni dio zgrade Thornton Centera, u neposrednoj blizini njezina bivšeg laboratorija i ureda.

## Književni rad
Književni opus Dunje Grbić-Galić čine pjesme, novele, i neobjavljeni roman. 
Valja istaknuti da je svoje spisateljske radove uvijek potpisivala djevojačkim imenom, Dunja Grbić.
Pokazivala je darovitost i ozbiljno zanimanje za književnost još u srednjoj školi.
U trećem razredu gimnazije spjevala je kompletni sonetni vijenac, 
jednu od najsloženijih pjesničkih formi. Godinu dana poslije njezinu pjesmu 
Sam u kiši uglazbio je Janko Erdelji, još jedan srednjoškolac. 
Skladba je u izvedbi Stjepana (Jimmyja) Stanića predstavljena na festivalu 
Zagreb 68.
Desetljećima poslije ta se skladba još uvijek redovito izvodila na programima 
Hrvatskog radija, u terminima takozvanih vječnih melodija ('evergreen').

#### Pjesme
Ne postoji sustavan pregled Dunjina pjesničkoga rada, i malo se zna o tome gdje su i kada njezine pjesme
i pjesme u prozi bile objavljene. Jedan primjer njezine poezije može se naći u književnoj reviji 
Marulić
iz godine 1972., gdje su predstavljene dvije njezine jednostrofne pjesme, Kamen i Mrtve vode.
Obje su napisane u sedmerostihu (septima), sa stihovima u strogom 
jedanaestercu, te s rimom abaaccb. 
Evo kako to izgleda u pjesmi Mrtve vode:
Bibanja nema. Sapinju ga opne.         (a)

Tek sumrak iznad zatona paluca.         (b) 

Mrtvi se klokot nekad uvis popne,         (a) 

sustali žišci iznad mulja kopne.         (a) 

I treba pasti bijesni udar kiše,         (c) 

krik nebosklona, svjetla koje diše,         (c) 

da dahne bȉlo koje već ne kuca.         (b)
Naravno, tematika, sadržaj i forme njezinih pjesama mijenjali su se s vremenom. Okušala se i u 
kajkavskom narječju, pa je tako sredinom sedamdesetih godina dobila nagradu na 
Recitalu kajkavske lirike Dragutin Domjanić u Zelini.

#### Zbirka pripovjedakaOporuka
U ljeto 1973. obznanjeni 
su pobjednici
na javnom godišnjem natječaju Fonda "A. B. Šimić".
Ovaj književni fond, osnovan 1968., pomagao je mladim piscima i predstavljao javnosti 
njihove stvaralačke mogućnosti. Većina nagrađenih radova bila bi potom tiskana u
nakladničkom nizu "Biblioteka ABŠ". Te godine, 1973., na natječaj je prispjelo više od 
stotinu rukopisa iz područja poezije, proze i eseja. Prema odluci ocjenjivačkog odbora,
nagrada za pripovijetke pripala je Dunjinoj zbirci pod naslovom Oporuka.
Oporuka je tiskana kasnije te godine, kao 24. svezak u "Biblioteci ABŠ". Knjiga ima 88 stranica,
a izdavač je bio Centar za kulturu Narodnog sveučilišta grada Zagreba. Zbirka se sastoji od 
sedam priča: Oporuka, Kuja, Kos, Vrabac, Soba, Prozor, te Čovjek i smrt. 
Jednu od recenzija Oporuke napisala je Dunjina bivša gimnazijska
profesorica Ljerka Car Matutinović,
koja je uz pedagoški rad i sama bila književnica. Ona je ovako predstavila svoju 
nekadašnju učenicu: 
"Riječ je o mladoj spisateljici (...)
koja je i znanstveni radnik, biolog po struci, i koja je još u srednjoškolskim 
klupama svojim književnim radovima obećavala. I nije iznevjerila.
Pročitavši ovu knjigu moramo konstatirati da smo dobili izvrsnog pisca,
talentiranog, pisca koji ima svoj svijet u koji ulazi slobodno 
i sigurno (bez početničkih trauma), pisca koji nosi svoju poruku i koji je zna izreći." 
U zaključku teksta recenzije autorica još jednom toplo i s puno nade pozdravlja Dunjin literarni prvijenac:
"Mlada spisateljica zaista umije pisati (...), a njena bogata, asocijativna rečenica, koja 
krije u sebi i dah pjesnika, teče sigurno i vješto, otkrivajući još neistraženo i neistrošeno
bogatstvo autoričina unutrašnjeg izvorišta. Vrijeme će pokazati kakve će rijeke, brzaci i vodopadi
još poteći iz njega."
Priče Kos i Prozor iz ove zbirke pojavile su se i u časopisu
Republika.
Priča Vrabac bila je objavljena i u
Večernjem listu.
Punih devetnaest godina poslije, priča Prozor prevedena je i objavljena u Sloveniji pod naslovom 
Okno.

#### Novele i priče
Zbirka Oporuka ostala je jedina Dunjina knjiga. Njezin prozni opus nakon 1973. razasut je po mnogobrojnim književnim časopisima. Slično kao i s njezinom poezijom, ne postoji sustavan popis njezinih radova. Ovdje su navedene samo one priče i novele za koje se sa sigurnošću zna gdje i kada su objavljene:
- 1974: Žena,[14][15][16] Pauk[17]
- 1975: Ljubav,[18] Ljubav XVIII,[19][20] Neuviđavna smrt Štijefa Vugoreka[21]
- 1977: Šest priča o ruži,[22] Čekajući Devetku[23]
- 1978:  Krik, svjetlo,[24] Dvije novele,[25] Kratak posjet,[26] Biti čovjek[27]
- 1979: Smijeh[28]

Iz predgovora nekih njezinih novela saznajemo da je objavljivala priče i u drugim časopisima,
na primjer u Dometima – Rijeka, Reviji – Osijek (sada: Književnoj reviji), te drugdje, ali detalji nisu poznati.

#### Antologije
Tri njezine pripovijetke našle su mjesto u antologijama suvremene hrvatske proze: 
- "Žena" u Antologiji hrvatske fantastične proze i slikarstva (1975),[29] str. 479-484.

- "Krik, svjetlo" u Guja u njedrima: panorama novije hrvatske fantastične proze (1980),[30] str. 47-59.

- "Biti čovjek" u Antologiji hrvatske znanstveno-fantastične priče (2005),[31] str.105-121.

#### Neobjavljeni roman
Autorica se okušala u još jednoj zahtjevnoj književnoj formi.
Negdje koncem 1974. dovršila je opsežan rukopis svojega romana.
Tada, kao ni danas, nije bilo lako naći nakladnika ni organizirati financiranje tiskanja.
Rukopis je konačno ponudila na natječaj nekog gradskog ili republičkog fonda za 
kulturu i književnost. No kada je napokon stiglo odobrenje i sredstva za tiskanje romana,
spisateljica se odlučila povući tekst. Više nije bila potpuno zadovoljna stilom i formom toga djela 
i željela ga je sasvim preurediti prije nego što ga ponovno uputi na natječaj. Međutim, novi
interesi i nove okolnosti na koncu joj nisu dopustili da se ikada vrati tome projektu, i roman
je ostao neobjavljen.

## Znanstveni rad
Dunja Grbić-Galić magistrirala je s temom 
Utjecaj produkata petrokemijske industrije na streptomicete, a njezin doktorski rad bio je naslovljen
Biološka razgradnja monostirena i alfa-metilstirena s pomoću bakterija iz roda Streptomyces.
Dolaskom u Stanford, 
na Školu za građevinarstvo (Civil Engineering), gdje se u to doba počeo aktivno razvijati program
inženjerstva i znanosti zaštite životnog okoliša (Environmental Engineering and Science), 
njezin je glavni interes postala razgradnja polutanata prisutnih u prirodi uz pomoć mikroorganizama. 
Posebno su je zanimali procesi u sredinama gdje kisik nije dostupan (tzv. anaerobne sredine), 
na primjer u površinskoj i podzemnoj vodi, sedimentima i tlu. Najveći broj njezinih 
znanstvenih radova posvećen je proučavanju anaerobnih bakterija i njihove uloge 
u razgrađivanju aromatskih ugljikovodika, glavnog izvora zagađenja okoliša, na primjer
kod izlijevanja benzina i nafte.
Poslije se njezin interes proširio i na druga područja: proučavanje kemijskih mehanizama 
odgovornih za anaerobnu razgradnju, studij aerobne i anaerobne transformacije halogeniranih otapala
(dakle onih koji sadrže F, Cl, I, ili Br, 
i koji su također česti zagađivači), na
istraživanje fiziologije i molekularne genetike anaerobnih i fakultativno-anaerobnih bakterija i dr.
Pomagala je i svojim kolegama inženjerima u razvoju tehnologije bazirane na biotransformaciji, 
i potom korištene ne samo u laboratoriju već i kod sanacije zagađenja u prirodi. Uz znanstveni rad, 
redovito je predavala studentima kolegije povezane s mikrobiologijom okoliša.
Znanstveni rad Dunje Grbić-Galić obuhvaća oko 40 članaka u referiranim znanstvenim časopisima, 
mnogobrojna predavanja na znanstvenim konferencijama, te nekoliko revijalnih članaka i tematskih 
poglavlja u knjigama i drugim 
publikacijama.
Njezin članak koji se najčešće citira objavljen je 
1987. 
Taj prijelomni rad prvi je put nedvojbeno pokazao da toluen i benzen, dva 
aromatska ugljikovodika, mogu 
relativno brzo biti mineralizirani u obogaćenim kulturama anaerobnih mikroorganizama. 
Kako se to opažanje protivilo tadašnjoj dogmi da se takvi ugljikovodici ne mogu 
razgraditi bez prisutnosti molekularnoga kisika, njezin je članak najprije bio dočekan s dosta
nepovjerenja. Unatoč tom skepticizmu, autorica je potom uspješno primijenila sličan
mehanizam i na druge organske spojeve prisutne u zagađenoj vodi i tlu,
te objasnila kemijske putove ('pathways') karakteristične za tu razgradnju. 
Sada je općenito prihvaćeno da je njezino istraživanje anaerobne mineralizacije 
alifatskih i aromatskih ugljikovodika 
i drugih spojeva otvorilo vrata novim postupcima i tehnologijama koje se i danas uspješno koriste
u zaštiti i pročišćavanju okoliša. 
Za života je Dunja Grbić-Galić bila članica 
Njujorške akademije znanosti, 
Američkog udruženja za promaknuće znanosti 
(AAAS) i drugih profesionalnih udruga. Bila je jedna od urednica znanstvenog časopisa 
Biodegradation. 

## Nasljeđe
Godine 2000. specijalni dvobroj toga 
časopisa
posvećen je njoj i njezinu sveukupnom doprinosu području biološke razgradnje.
U godini 2001. John Coates i suradnici dali su jednoj novoizoliranoj anaerobnoj bakteriji 
ime Geobacter grbiciae u čast Dunje Grbić-Galić i njezina "značajnog 
doprinosa na polju istraživanja anaerobne oksidacije aromatskih 
ugljikovodika".

## Vanjske poveznice
- Priča Krik, svjetlo bila je predmet opsežne studije autorice Kornelije Kuvač-Levačić sa Sveučilište u Zadru. Njezin izvorni znanstveni rad, pod naslovom Trudnoća i porođaj – subverzivni motivi hrvatskog ženskog fantastičnog pisma, objavljen je u časopisu Treća, Broj 1, Vol. XI, 2009., str. 35-52, i može se bez naplate pročitati na internetskoj adresi zagrebačkog Centra za ženske studije. (Odaberi PDF poveznicu). (Pristupljeno 24. listopada 2020.)